# Power Rangers : Dino Charge
Chronologie
Super Megaforce Dino Super Charge
Power Rangers : Dino Charge est la 22e saison de la série télévisée américaine Power Rangers, adaptée du super sentai Zyuden Sentai Kyoryuger et produite par Saban Entertainment.
Composée de 20 épisodes + 2 spéciaux, elle a été diffusée aux États-Unis sur Nickelodeon du 7 février au 12 décembre 2015 et en France sur Canal J à partir du 25 mai 2015.

## Synopsis
Sur une planète Terre préhistorique, les Énergemmes ont été confiées à 10 dinosaures par un extra-terrestre nommé le Gardien pour assurer leur protection mais, lorsque des astéroïdes tractés par un vaisseau ont accidentellement frappé la Terre, les dinosaures ont disparu et les Énergemmes ont été perdues avec eux.
De nos jours, Sledge, un chasseur de primes intergalactique, commence à fouiller la Terre à la recherche des Énergemmes dans le but de maîtriser leurs pouvoirs et de détruire le monde. C'est alors qu'une équipe de Power Rangers se forme pour retrouver les Énergemmes perdues et utiliser leurs Dino Chargeurs afin d'accéder à un arsenal d'armes puissantes, de Zords et de Megazords pour sauver le monde.

## Distribution

### Rangers Dino Charge
| Acteur                                   | Personnage           | Ranger                      | Armes                                                                                           | Armures                          | Pouvoir            | Véhicule et accessoires | Zord                      |
| ---------------------------------------- | -------------------- | --------------------------- | ----------------------------------------------------------------------------------------------- | -------------------------------- | ------------------ | ----------------------- | ------------------------- |
| Brennan Mejia (VF : Pascal Gimenez)      | Tyler Navarro        | Ranger Dino Charge rouge    | Dino Chargeurs, Ceinturon, Dino Sabre, Lame Dino Blaster, Dino Charge Morpher, Morsure T-Rex    | Dino Métal, Dino Drive           | Energemme rouge    | Dino Moto Dino Phone    | T-Rex Zord                |
| James Davies (VF : Damien Laquet)        | Chase Randall        | Ranger Dino Charge noir     | Dino Chargeurs, Ceinturon, Dino Sabre, Lame Dino Blaster, Dino Charge Morpher, Para Hache       | Dino Métal, Dino Drive, Armure X | Énergemme noire    | Dino Moto Dino Phone    | Para Zord                 |
| Yoshi Sudarso (VF : Michaël Maïno)       | Koda                 | Ranger Dino Charge bleu     | Dino Chargeurs, Ceinturon, Dino Sabre, Lame Dino Blaster, Dino Charge Morpher, Stégo Bouclier   | Dino Métal, Dino Drive           | Énergemme bleue    | Dino Moto Dino Phone    | Stégo Zord                |
| Michael Taber (VF : Sébastien Mortamet)  | Riley Griffin        | Ranger Dino Charge vert     | Dino Chargeurs, Ceinturon, Dino Sabre, Lame Dino Blaster, Dino Charge Morpher, Raptor Griffes   | Dino Métal, Dino Drive           | Énergemme verte    | Dino Moto Dino Phone    | Raptor Zord               |
| Camille Hyde (VF : Justine Hostenkint)   | Shelby Watkins       | Ranger Dino Charge rose     | Dino Chargeurs, Ceinturon, Dino Sabre, Lame Dino Blaster, Dino Charge Morpher, Tricéra Perceuse | Dino Métal, Dino Drive           | Énergemme rose     | Dino Moto Dino Phone    | Tricéra Zord, Ankylo Zord |
| Davi Santos (VF : Marc Wilhelm)          | Ivan de Zandar       | Ranger Dino Charge doré     | Dino Chargeurs, Ceinturon, Ptéro Sabre doré, Ptéro Morpher doré                                 | Dino Drive                       | Énergemme dorée    | Dino Moto Dino Phone    | Ptéro Zord                |
| Jarred Blakiston (VF : Michaël Maïno)    | Philip III de Zandar | Ranger Dino Charge graphite | Dino Chargeurs, Ceinturon, Dino Sabre, Lame Dino Blaster, Dino Charge Morpher                   | Dino Drive                       | Énergemme graphite | Dino Moto Dino Phone    | Pachy Zord                |
| Arthur Ranford                           | Albert Smith         | Ranger Dino Charge violet   | Dino Chargeurs, Ceinturon, Dino Sabre, Lame Dino Blaster, Dino Charge Morpher                   | Dino Drive                       | Énergemme violette | Dino Moto Dino Phone    | Plésio Zord               |
| Claire Blackwelder (VF : Dany Beneditto) | Kendall Morgan       | Ranger Dino Charge violet   | Dino Chargeurs, Ceinturon, Dino Sabre, Lame Dino Blaster, Dino Charge Morpher                   | Dino Drive                       | Énergemme violette | Dino Moto Dino Phone    | Plésio Zord               |

### Amis

#### Musée des Dinosaures d'Amber Beach
- Le Gardien (Eve Gordon/Richard Simpson) (VF : Laurent Pasquier) : il y a 65 millions d'années, cherchant à fuir le diabolique Sledge, le Gardien s'écrase sur la Terre. Il rassemble les dix plus forts dinosaures pour leur confier l'importante tâche de veiller sur les dix énergemmes, des prismes ultra puissants. Pour éloigner les monstres, il échange les énergemmes contre une bombe qu'il place dans leur coffret. Fury vole le coffret et fait exploser le vaisseau de Sledge, libérant les astéroïdes qui faisaient sa richesse. Les astéroïdes viennent s'abattre sur la Terre provoquant la disparition des dinosaures, et du puissant Gardien.

#### Nouvelle-Zélande
- Dr. Runga :

#### Amber Beach
- Mme Griffin : est la mère de Riley
- Matt Griffin : est le frère de Riley
- Peter : est un garçon que Koda a sauvé de la caverne
- Moana : est une connaissance de Chase de Nouvelle-Zélande
- Julian : est un garçon qui a vu ses dessins devenir célèbre grâce à Shelby habillée en princesse de zandar
- Les Chevaliers d'Amber Beach :
- Chloé Randall : est la petite sœur de Chase
- Mme Randall : est la mère de Chase

#### Zandar
- Prince Colin :

### Ennemis
- Sledge (Adam Gardiner (VF : Damien Laquet) : Sledge est un puissant chasseur de primes à la recherche des Énergemmes cachés sur la Terre afin d'en maîtriser leurs pouvoirs et de conquérir l'univers. Il est présumé mort quand son vaisseau s'écrase sur Terre après son combat contre Tyler, le ranger rouge. Mais il a en réalité survécu.

- Fury (Paul Harrop) : bras droit du méchant Sledge, le dangereux et colérique Fury parcourt le monde à la recherche des Énergemmes et il n'hésitera pas à détruire les Power Rangers s'il le faut.

- Wrench (Estevez Gillespie) : Wrench est le mécanicien du Vaisseau de Sledge, et l'un de ses généraux. Il crée le Réanimateur permettant de ramener les monstres à la vie.

- Poisandra (Jackie Clarke) : Poisandra est la fiancée de Sledge et l'un de ses généraux. Malgré son apparence édulcorée, elle est diabolique, parfois même plus que Sledge lui-même.

- Curio (Estevez Gillespie) : Créé par Wrench à partir de morceaux de monstres recyclés, Curio est offert à Poisandra par Sledge pour l'occuper afin qu'elle ne soit pas dans ses pattes. Il devient le quatrième général de Sledge.

- Vivix  : les Vivix sont les combattants de Sledge. Ils peuvent se combiner et former les Vivizords.
- Spikeballs : les Spikeballs sont les gardes prison et les combattants d'élites de Sledge.

## Armes
- Dino Blade Blaster :
  - Morpher Dino Charge : le  Morpher Dino Charge est une arme de type blaster utilisée par les  Rangers Dino Charge au combat et pour se métamorphoser en  Ranger Dino Charge.
  - Dino Sabre : le Dino Sabre est une arme de type épée utilisée par les Rangers Dino Charge  comme arme de mêlée.
- Ptéro Morpher doré : le Ptéro Morpher doré est une arme de type blaster utilisée par le Ranger Dino Charge doré au combat et pour se métamorphoser en Ranger Dino Charge doré.
- Les Énergemmes : les Énergemmes sont dix gemmes puissantes créées par les Maîtres de la Transformation, destinées à devenir une source d'énergie pour une future équipe de Power Rangers. Elles sont confiées au Gardien pour les protéger des forces du mal. Sur Terre, après avoir été poursuivis par le chasseur de primes Sledge, le Gardien lie leur pouvoir à dix dinosaures, qui finissent par fusionner avec dix individus pour devenir les Rangers Dino Charge.
  - Énergemme rouge : L'Énergemme rouge est une gemme puissante créée par les Maîtres de la Transformation et confiée au Gardien, qui la lie à un Tyrannosaure Rex pour la protéger du chasseur de primes Sledge. De nos jours, Tyler Navarro la découvre dans la grotte de Sampson et s'y lie en protégeant Shelby Watkins du monstre Iceage, utilisant son pouvoir pour devenir le Ranger Dino Charge rouge.
  - Énergemme noire : L'Énergemme noire est une gemme puissante créée par les Maîtres de la Transformation et confiée au Gardien, qui la lie à un Parasaurolophus pour la protéger du chasseur de primes Sledge. De nos jours, Chase Randall se lie à elle après l'avoir reçue de Moana, après avoir sauvé son chat, Tabitha. Il utilise son pouvoir pour devenir le Ranger Dino Charge noir .
  - Énergemme bleue : L'Énergemme bleue est une gemme puissante créée par les Maîtres de la Transformation et confiée au Gardien, qui la lie à un Stégosaure pour la protéger du chasseur de primes Sledge. L'homme des cavernes, Koda, la découvre lorsqu'il la dégage d'une grotte, après avoir sauvé son frère, Taku, d'un tigre à dents de sabre, avant d'être piégé dans un bloc de glace. Après que Kendall Morgan et Chase Randall l'aient découvert et libéré à notre époque, il utilise son pouvoir pour devenir le Ranger Dino Charge bleu .
  - Énergemme verte : L'Énergemme verte est une gemme puissante créée par les Maîtres de la Transformation et confiée au Gardien, qui la lie à un Vélociraptor pour la protéger du chasseur de primes Sledge. De nos jours, Riley Griffin la découvre dans un fossile près de sa ferme, s'y lie en protégeant son chien, Rubik, de Fury, et utilise son pouvoir pour devenir le Ranger Dino Charge vert .
  - Énergemme rose : L'Énergemme rose est une gemme puissante créée par les Maîtres de la Transformation et confiée au Gardien, qui la lie à un Tricératops pour la protéger du chasseur de primes Sledge. De nos jours, le Musée des Dinosaures d'Amber Beach la découvre près de la grotte Sampson, où elle est volée par le monstre Iceage jusqu'à ce que Shelby Watkins la lui reprenne. Elle se lie à la gemme et utilise son pouvoir pour devenir la Ranger Dino Charge rose .
  - Énergemme dorée : L'Énergemme dorée est une gemme puissante créée par les Maîtres de la Transformation et confiée au Gardien, qui la lie à un Ptérodactyle pour la protéger du chasseur de primes Sledge. Sir Ivan la découvre dans un ruisseau à Zandar, se lie à elle tout en protégeant le prince Colin de Fury. Plus tard, elle est prise par le prince Colin après que Fury emprisonne Sir Ivan à l'intérieur de son propre corps, faisant d'elle un trésor royal connu sous le nom de Pierre de Zandar. Après que Sir Ivan est libéré de l'emprise de Fury, il utilise son pouvoir pour devenir le Ranger Dino Charge doré.
  - Énergemme graphite : L'Énergemme graphite est une gemme puissante créée par les Maîtres de la Transformation et confiée au Gardien, qui la lie à un Pachycéphalosaure pour la protéger du chasseur de primes Sledge. Le prince Phillip III engage une équipe d'excavation pour trouver l'Énergemme graphite et tente de s'y lier en effectuant des actions caritatives, mais sans succès jusqu'à ce qu'il sauve Chloé Randall d'une attaque de monstre. Il utilise alors son pouvoir pour devenir le Ranger Dino Charge graphite.
  - Énergemme violette : L'Énergemme Violette est une gemme puissante créée par les Maîtres de la Transformation et confiée au Gardien, qui la lie à un Plésiosaure pour la protéger du chasseur de primes Sledge. Albert Smith la découvre et s'y lie en sauvant une petite fille prise dans une tempête de neige. Il utilise ses pouvoirs pour aider les civils en Nouvelle-Zélande jusqu'à ce qu'il demande au Gardien de le libérer de l'Énergemme Violette afin de trouver quelqu'un de plus digne de son pouvoir. Les Rangers Dino Charge tentent de trouver cette personne mais échouent, et la gemme est finalement récupérée par Sledge. Cependant, Kendall Morgan s'y lie en protégeant le Gardien des Spikeballs et utilise son pouvoir pour devenir la Ranger Dino Charge Violet.

- Dino Chargeurs : les Dino Chargeurs sont des dispositifs en forme de batterie utilisés par les  Rangers Dino Charge pour alimenter leurs armes, zords et pour se transformer.
  - Chargeurs principaux :
    - Dino Chargeur #00 – Spino Chargeur : le Spino Chargeur est créé par Shelby pour invoquer le Spino Zord.
    - Dino Chargeur #1 – T-Rex Chargeur : le T-Rex Chargeur donne à Tyler la capacité de se transformer en Ranger Dino Charge rouge et de convoquer le T-Rex Zord.
    - Dino Chargeur #2 – Para Chargeur : le Para Chargeur donne à Chase la capacité de se transformer en Ranger Dino Charge noir et de convoquer le Para Zord.
    - Dino Chargeur #3 – Stégo Chargeur : le Stégo Charger donne à Koda la capacité de se transformer en Ranger Dino Charge bleu et de convoquer le Stégo Zord.
    - Dino Chargeur #4 – Raptor Chargeur : le Raptor Chargeur donne à Riley la capacité de se transformer en Ranger Dino Charge vert et de convoquer le Raptor Zord.
    - Dino Chargeur #5 – Tricéra Chargeur : le Tricéra Chargeur donne à Shelby la capacité de se transformer en Ranger Dino Charge rose et de convoquer le Tricéra Zord.
    - Dino Chargeur #6 – Ptéro Chargeur : le Ptéro Chargeur donne à Ivan la capacité de se transformer en Ranger Dino Charge doré et de convoquer le Ptéro Zord.
    - Dino Chargeur #7 – Ankylo Chargeur : L'Ankylo Chargeur donne à James la capacité de se transformer en Ranger Dino Charge aquatique et de convoquer l'Ankylo Zord.
    - Dino Chargeur #8 – Pachy Chargeur : le Pachy Chargeur donne à Prince Phillip la capacité de se transformer en Ranger Dino Charge graphite et de convoquer le Pachy Zord.
    - Dino Chargeur #9 – Plésio Chargeur : le Plésio Chargeur donne à Kendall la capacité de se transformer en Ranger Dino charge violet et de convoquer le Plésio Zord.
    - Dino Chargeur #10 – Titano Chargeur : le Titano Chargeur donne à Zenowing la capacité de se transformer en Ranger Dino Charge argentéet de convoquer le Titano Zord.

  - Chargeurs Auxiliaires :
    - Dino Chargeur #11 – Dino Moto Chargeur : le Dino Moto Chargeur est utilisé pour invoquer la Dino Moto.
    - Dino Chargeur #12 – Dino Armure X Chargeur : le Dino Armure X Chargeur est utilisé pour activer la Dino Armure X.
    - Dino Chargeur #13 – Dino Pointe Chargeur : le Dino Pointe Chargeur est utilisé pour combiner les armes des Rangers Dino Charge en Dino Pointe.
    - Dino Chargeur #14 – Dino Cupidon Chargeur : le Dino Cupidon Chargeur confère à son utilisateur la capacité de faire tomber amoureux une personne à la première personne qu'elle voit.
    - Dino Chargeur #15 – Dino Flamme Chargeur : le Dino Flamme Chargeur, lorsqu'il est activé, émet du feu à partir du Morpher Dino Charge de l'utilisateur.
    - Dino Chargeur #16 – Dino Extension Chargeur : le Dino Extension Chargeur, lorsqu'il est activé, peut étirer le cou de son utilisateur.
    - Dino Chargeur #17 – Dino Gaz Chargeur : le Dino Gaz Chargeur, lorsqu'il est activé, émet un gaz toxique soit à partir du T-Rex Zord , soit à partir du Morpher Dino Charge.
    - Dino Chargeur #18 – Dino Chatouille Chargeur : le Dino Chatouille Chargeur, lorsqu'il est activé, fait rire la cible de manière incontrôlable.
    - Dino Chargeur #19 – Dino Aplatisseur Chargeur : le Dino Aplatisseur Chargeur, lorsqu'il est activé, fait en sorte que la cible devienne aplatie.
    - Dino Chargeur #20 – Dino Hypnose Chargeur : le Dino Hypnose Chargeur confère à son utilisateur la capacité d'hypnotiser n'importe qui.
    - Dino Chargeur #21 – Dino Gravité Chargeur : le Dino Gravité Chargeur, lorsqu'il est activé, provoque une augmentation de la gravité dans la zone environnante.
    - Dino Chargeur #22 – Dino Hélium Chargeur : le Dino Hélium Chargeur, lorsqu'il est activé, fait en sorte que la cible se gonfle comme un ballon.
    - Dino Chargeur #23 – Dino Clone Chargeur : le Dino Clone Chargeur, lorsqu'il est activé, crée un clone de son utilisateur ou de sa cible.
    - Dino Chargeur V – Dino Victoire Chargeur : le Dino Victoire Chargeur convertit les énergies des Énergemmes des Rangers Dino Charge en une puissante explosion.
    - Dino Chargeur X – Dino X Chargeur : le Dino X Chargeur convertit les énergies des Énergemmes des Rangers Auxiliaires en une puissante explosion.
    - Dino Amitié Chargeur : le Dino Amitié Chargeur, restaure les liens d'amitié brisés par Shearfear.

  - Chargeurs Armures :
    - Dino Chargeur D – Dino Drive Chargeur : le Dino Drive Chargeur est utilisé par les Rangers Dino Charge pour activer le Mode Dino Drive.

- Dino Pointe : la  Dino Pointe est une arme en forme de pointe formée lorsque les Rangers Dino Charge combinent leurs armes.
  - Hache T-Rex : la  Hache T-Rex est une arme de type blaster formée lorsque la Morsure T-Rex et la Para Hache sont combinés entre eux.
    - Morsure T-Rex : la  Morsure T-Rex est l'arme personnelle du Ranger Dino Charge rouge, qui prend la forme d'une mâchoire  de frappe inspiré du tyrannosaure rex.
    - Para Hache : la  Para Hache est l'arme personnelle du Ranger Dino Charge noir, qui prend la forme d'une hache inspirée du parasaurolophus.

  - Triple Spike : le Triple Spike est une arme en forme de pointe formée lorsque le Stégo Bouclier, la Raptor Griffe et la Tricéra Perceuse sont combinés entre eux.
    - Stégo Bouclier : le Stégo Bouclier est l'arme personnelle du Ranger Dino Charge bleu, qui prend la forme d'un bouclier inspiré du stégosaure.
    - Raptor Griffe : la  Raptor Griffe est l'arme personnelle du Ranger Dino Charge vert, qui prend la forme d'une griffe inspirée du vélociraptor.
    - Tricéra Perceuse : la  Tricéra Perceuse est l'arme personnelle du Ranger Dino Charge rose, qui prend la forme d'une perceuse inspirée du tricératops.

- Ptéro Sabre doré : le Ptéro Sabre doré est l'arme personnelle du Ranger Dino Charge doré, qui prend la forme d'un sabre.
- Dino Phone : le Dino Phone est un appareil de type smartphone utilisé par les  Rangers Dino Charge comme dispositif de communication. Il sert également de système de stockage pour les Dino Chargeurs des Rangers Dino Charge.
- Dino Métal : le Dino Métal est un mode renforcé utilisé par les Rangers Dino Charge lorsqu'ils utilisent leurs armes personnelles.
- Dino Drive : le Mode Dino Drive est une puissante armure portée par les Rangers Dino Charge lorsqu'ils sont dans le cockpit de leurs Zords.
- Dino Armure X : la  Dino Armure X est une forme surpuissante utilisée par le Ranger Dino Charge noir et le Ranger Dino Charge rouge, basée sur le deinosuchus.
- Dino Moto :

## Zords

### Dino Charge Zords
- Zord T-Rex : Zord personnel du Ranger rouge.
- Zord Para : Zord personnel du Ranger noir.
- Zord Stégo : Zord personnel du Ranger bleu.
- Zord Raptor : Zord personnel du Ranger vert.
- Zord Tricéra : Zord personnel du Ranger rose.
- Zord Ptéro : Zord personnel du Ranger doré.
- Zord Ankylo : Zord personnel du Ranger Aquatique.
- Zord Pachy : Zord personnel du Ranger graphite.
- Zord Plésio : Zord personnel du Ranger Violet.

## Megazords
- Dino Charge Megazord :
  - Dino Charge Megazord (Tri-Stégo Formation) : les Zords T-Rex, Tricéra et Stégo peuvent s'assembler pour former le Dino Charge Megazord - Tri-Stégo Formation.
  - Dino Charge Megazord (Stégo-Raptor Formation) : les Zords T-Rex, Stégo et Raptor peuvent s'assembler pour former le Dino Charge Megazord - Stégo-Raptor Formation.
  - Dino Charge Megazord (Para-Raptor Formation) : les Zords T-Rex, Para et Raptor peuvent s'assembler pour former le Dino Charge Megazord - Para-Raptor Formation.
  - Dino Charge Megazord (Tri-Ankylo Formation) : les Zords T-Rex, Tricéra et Ankylo peuvent s'assembler pour former le Dino Charge Megazord - Tri-Ankylo Formation.
  - Dino Charge Megazord (Para-Stégo Formation) : les Zords T-Rex, Stégo et Para peuvent s'assembler pour former le Dino Charge Megazord - Para-Stégo Formation.
  - Dino Charge Megazord (Tri-Stégo-Ptéro Formation) : les Zords T-Rex, Tricéra, Stégo et Ptéro peuvent s'assembler pour former le Dino Charge Mégazord - Tri-Stégo-Ptéro Formation.
  - Dino Charge Megazord (Ankylo-Pachy Formation) : les Zords T-Rex, Ankylo et Pachy peuvent s'assembler pour former le Dino Charge Megazord - Ankylo-Pachy Formation.

- Ptéro Charge Megazord : Le Zord Ptéro se transforme pour former le Ptéro Charge Megazord.
  - Ptéro Charge Megazord (Para-Raptor Formation) : les Zords Ptéro, Para et Raptor peuvent s'assembler pour former le Ptéro Charge Megazord - Para-Raptor Formation.

- Plésio Charge Megazord : Le Zord Plésio se transforme pour former le Plésio Charge Megazord.
  - Plésio Charge Mégazord (Pachy Rex Formation) : les Zords Plésio, Pachy et T-Rex peuvent s'assembler pour former le Plésio Charge Megazord - Pachy Rex Formation.

## Épisodes de la vingt-deuxième saison (2015)
|                | 22          | 22 |                  |             |                  |
| Nickelodeon    | Nickelodeon | 22 | Canal J          | Canal J     |                  |
| 7 février 2015 | 22          | 22 | 10 décembre 2015 | 25 mai 2015 | 24 décembre 2015 |
| 7 février 2015 | 22          | 22 | 10 décembre 2015 | Gulli       |                  |
| 7 février 2015 | 22          | 22 | 10 décembre 2015 | 9 juin 2015 | 26 décembre 2015 |

## Autour de la série
(décembre 2014).
- Il s'agit de la première série Power Rangers doublée à Lyon, et la première depuis Power Rangers Jungle Fury à être doublée en France, les séries précédentes ayant été doublés en Belgique[4].
- C'est en principe le sentai Tokumei Sentai Go-Busters qui aurait dû être adapté si on suit la chronologie. Il faudra attendre 2019, soit 7 ans après la diffusion de la série, pour que ce sentai ait son adaptation.
- C'est la 3e saison s'inspirant de dinosaures après Power Rangers : Mighty Morphin et Power Rangers : Dino Tonnerre.
- C'est la première saison où il n'y a pas de Ranger jaune.
- C'est la première saison où le Zord Tricératops n'est pas attribué au Ranger bleu.
- C'est la première série de dinosaures où il n'y a pas de DragonZord.
- C'est la première série de dinosaures où il n'y a pas de Tommy Oliver.
- Dino Charge et Dino Super Charge sont les seules saisons de l'ère Neo-Saban à ne pas avoir d'épisodes crossover avec d'autres Rangers.
  - Samurai avait La Confrontation des Rangers rouges avec le Ranger RPM rouge.
  - Super Megaforce avait La Bataille légendaire avec toutes les équipes de Rangers ayant précédes les Rangers Megaforce.
  - Super Ninja Steel avait L'Attaque de Draven avec Tommy Oliver (Mighty Morphin vert/blanc, Zeo V rouge, Dino Tonnerre noir), Rocky (Mighty Morphin rouge II), Katherine (Turbo rose I), T.J (Dans l'espace bleu), Wesley (Force du temps rouge II), Trent (Dino Tonnerre blanc), Gemma (Ranger opérateur de la série argent), Antonio (Samurai doré), Gia (Megaforce/Super Megaforce jaune) et Koda (Dino Charge bleu).
- C'est la deuxième saison Power Rangers qui compte le plus de Rangers originaux : 10.
- Kendall porte le même nom de famille que Kendrix, la Ranger rose de Power Rangers : L'Autre Galaxie. On ignore si elles ont un lien familial